# Tito Rabat
Esteve "Tito" Rabat Bergada (Barcelona, 25 de maio de 1989) é um motociclista espanhol, que competiu em MotoGP.

## Carreira
Esteve "Tito" Rabat Bergada começou a pilotar em 2013 na Moto 2. 

### Por temporada
| Temporada | Classe | Moto    | Time                          | Número | Corridas | Vitórias | Podiums | Pole | Pts  | Posição |
| --------- | ------ | ------- | ----------------------------- | ------ | -------- | -------- | ------- | ---- | ---- | ------- |
| 2005      | 125cc  | Honda   | Wurth Honda BQR               | 59     | 1        | 0        | 0       | 0    | 0    | NC      |
| 2006      | 125cc  | Honda   | Honda BQR                     | 80/34  | 11       | 0        | 0       | 0    | 11   | 23rd    |
| 2007      | 125cc  | Honda   | Repsol Honda 125cc            | 12     | 15       | 0        | 1       | 0    | 74   | 11th    |
| 2008      | 125cc  | KTM     | Repsol KTM 125cc              | 12     | 16       | 0        | 0       | 0    | 49   | 14th    |
| 2009      | 125cc  | Aprilia | Blusens Aprilia               | 12     | 16       | 0        | 0       | 0    | 37   | 18th    |
| 2010      | 125cc  | Aprilia | Blusens-STX                   | 12     | 17       | 0        | 2       | 0    | 147  | 6th     |
| 2011      | Moto2  | FTR     | Blusens-STX                   | 34     | 17       | 0        | 1       | 0    | 79   | 10th    |
| 2012      | Moto2  | Kalex   | Pons 40 HP Tuenti             | 80     | 17       | 0        | 1       | 0    | 117  | 7º      |
| 2013      | Moto2  | Kalex   | Tuenti HP 40                  | 80     | 17       | 3        | 7       | 2    | 216  | 3º      |
| 2014      | Moto2  | Kalex   | Marc VDS Racing Team          | 53     | 18       | 7        | 14      | 11   | 346  | 1º      |
| 2015      | Moto2  | Kalex   | EG 0,0 Marc VDS               | 1      | 15       | 3        | 10      | 3    | 231  | 3º      |
| 2016      | MotoGP | Honda   | Estrella Galicia 0,0 Marc VDS | 53     | 7        | 0        | 0       | 0    | 18*  | 20º*    |
| Total     |        |         |                               |        | 167      | 13       | 36      | 16   | 1325 |         |